# ソウル辞典
『ソウル辞典』（原題：Complete & Unbelievable: The Otis Redding Dictionary of Soul）は、オーティス・レディングが1966年に発表した5作目のスタジオ・アルバム。カーラ・トーマスと連名のアルバム『キング&クイーン』を除けば、レディングが生前に完成させることのできた最後のスタジオ・アルバムである。

## 収録曲概要
収録曲のうち「マイ・ラヴァーズ・プレイヤー」は1966年5月に録音された曲で、5月12日にシングルとしてリリースされて、Billboard Hot 100で61位、ビルボードのR&Bシングル・チャートで10位に達した。また、「ファ・ファ・ファ」はアルバムに先行して9月7日にシングルとして発表され、Billboard Hot 100で29位、R&Bシングル・チャートで12位に達した。
「トライ・ア・リトル・テンダネス」は1932年にレイ・ノーブル・オーケストラが発表した曲のカヴァー。この曲は、レディング以前にもサム・クックやアレサ・フランクリンといったR&B歌手にカヴァーされている。アルバム発表後の1966年11月14日にシングル・カットされ、Billboard Hot 100で25位、R&Bシングル・チャートで4位を記録している。
「デイ・トリッパー」はビートルズが1966年に発表した曲のカヴァー。音楽評論家のマーク・デミングはオールミュージックにおいて「ビートルズのシニカルなポップ・チューンを、活力に満ちた特異な形に仕上げたことは、レディングのポップ・ミュージック観が予想以上に幅広いことを証明している」と評している。

## 反響・評価
レディングの母国アメリカではBillboard 200で73位、ビルボードのR&Bアルバム・チャートでは5位に達した。
『ローリング・ストーン』誌が2003年に選出したオールタイム・グレイテスト・アルバム500では251位にランク・インし、後の改訂では254位となった。

## 収録曲
1. ファ・ファ・ファ - "Fa-Fa-Fa-Fa-Fa (Sad Song)" (Otis Redding, Steve Cropper) - 2:37
2. アイム・シック・ヨール - "I'm Sick Y'all" (O. Redding, S. Cropper, David Porter) - 2:52
3. テネシー・ワルツ - "Tennessee Waltz" (Red Stewart, Pee Wee King) - 2:50
4. スウィート・ロリーン - "Sweet Lorene" (O. Redding, Isaac Hayes, Alvertis Isbell) - 2:25
5. トライ・ア・リトル・テンダネス - "Try a Little Tenderness" (Jimmy Campbell, Reginald Connelly, Harry M. Woods) - 3:45
6. デイ・トリッパー - "Day Tripper" (John Lennon, Paul McCartney) - 2:35
7. マイ・ラヴァーズ・プレイヤー - "My Lover's Prayer" (O. Redding) - 3:00
8. 傷つけられて - "She Put the Hurt on Me" (O. Redding) - 2:35
9. トン・オブ・ジョイ - "Ton of Joy " (O. Redding) - 2:50
10. スティル・マイ・ベイビー - "You're Still My Baby" (Chuck Willis) - 3:45
11. ホーグ・フォー・ユー - "Hawg for You" (O. Redding) - 3:25
12. ラヴ・ハヴ・マーシー - "Love Have Mercy" (I. Hayes, D. Porter) - 2:20

## 参加ミュージシャン
- オーティス・レディング - ボーカル
- スティーヴ・クロッパー - ギター
- ブッカー・T・ジョーンズ - キーボード、ヴィブラフォン、ベース
- アイザック・ヘイズ - キーボード
- ドナルド・ダック・ダン - ベース
- アル・ジャクソン・ジュニア - ドラムス
- ウェイン・ジャクソン - トランペット
- アンドリュー・ラヴ - テナー・サックス
- ジョー・アーノルド - テナー・サックス
- フロイド・ニューマン - バリトン・サックス